# دانيال لوبيز (لاعب كرة الماء)
دانيال لوبيز (بالإسبانية: Daniel López Pinedo)‏ هو لاعب كرة الماء إسباني، ولد في 1980 في برشلونة في إسبانيا.

## وصلات خارجية
- دانييل لوبيز على موقع الاتحاد الدولي للسباحة (الإنجليزية)
- دانييل لوبيز على موقع اللجنة الأولمبية الدولية (الإنجليزية)
- دانييل لوبيز على موقع أوليمبيديا (الإنجليزية)